# 卡斯泰特皮贡
卡斯泰特皮贡（法語：Castetpugon，法語發音：[kastɛtpyɡɔ̃]）是法国大西洋比利牛斯省的一个市镇，属于波城区。

## 地理
卡斯泰特皮贡（43°33'40"N, 0°13'48"W）面积7.49 平方千米，位于法国新阿基坦大区大西洋比利牛斯省，该省份为法国东南部省份，涵盖了贝阿恩与北巴斯克，西临大西洋比斯開灣，北至朗德省，东北接热尔省，东临上比利牛斯省，南与西班牙接壤。
与卡斯泰特皮贡接壤的市镇（或旧市镇、城区）包括：巴利拉克-莫米松、加尔兰、马斯卡拉斯-阿龙、蒙克拉、波尔泰。
卡斯泰特皮贡的时区为UTC+01:00、UTC+02:00（夏令时）。

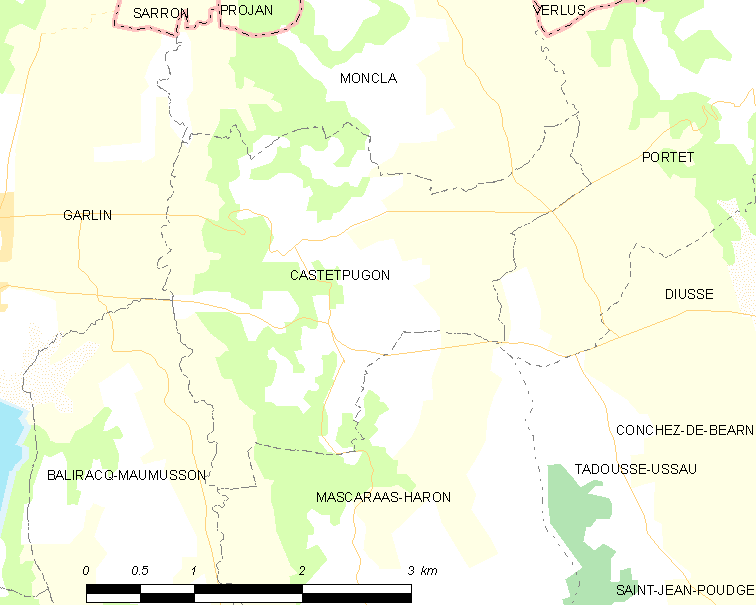
卡斯泰特皮贡的OSM定位图

## 行政
卡斯泰特皮贡的邮政编码为64330，INSEE市镇编码为64180。

## 政治
卡斯泰特皮贡所属的省级选区为吕伊河土地和维克比伊山坡县。

## 人口

1962-2008年间卡斯泰特皮贡人口变化图示

卡斯泰特皮贡于2022年1月1日时的人口数量为213人。